# Едуард Массенго
Едуард (Катіті) Масенго (нар.1933 року в Кафубу, район Хат-Катанга, Демократична Республіка Конго — 27 березня 2003 р.) — конголезький гітарист та музикант.
У 1950 році Масенго допоміг тренувати JECOKE, комедійний загін кенійської молоді. Гурт JECOKE здійснив гастролі по Кенії, Уганді, Конго, Бразавіллі, Бельгійському Конго та Камеруні, з великим успіхом завдяки танцю «калінчелінчелі». У 1956 році в Леопольдвілі був організований музичний конкурс. Переможцем став JECOKE, який виграв у знаменитих місцевих артистів, таких як Wendo Kolosoy, Grand Kalle та Franco.
За день до визнання Незалежності Демократичної Республіки Конго Масенго вирішив поїхати до Найробі, Кенія, де він повинен був зробити кілька постановок з такими великими зірками, як Міріам Макеба з Південної Африки .
Донат Муя, начальник Національного музею Лубумбаші, каже, що Масенго поїхав назустріч Гаррі Белафонте в Кінгстон, Ямайка. Вони заспівали композиції Масенго в дуеті, і ця нова слава відкрила двері перед Масенго, щоб отримати контракти на підтримку продукції таких фірм, як Coca-Cola, Ford і Shell. Однак Едуард Масенго не забув свого коріння в Катанга. Він часто повертався туди, щоб відвідати колег-музикантів Лосла-Абело та Mwenda wa Bayeke (Жан-Боско Мвенда).
У 1972 році Масенго назавжди повернувся до Лубумбаші, але уряд в Заїрі був збіднілим, і країна потопала в зубожінні..
Він помер у бідності 27 березня 2003 року, але його музичний вплив живе у таких артистах, як Ватото Вавілі, Лінель Кітамбала, Вікторіна, Ндоа, Бібі Тереза, Ядотвілл та інші.